# Lady Bird Johnson
Claudia Alta "Lady Bird" Johnson (nhũ danh Taylor; sinh ngày 22 tháng 12 năm 1912 – mất ngày 11 tháng 7 năm 2007) là một chính khách Hoa Kỳ và là Đệ Nhất Phu nhân Hoa Kỳ (từ 1963 đến năm 1969) của Tổng thống Hoa Kỳ thứ 36 Lyndon B. Johnson. Bà cũng từng là Đệ Nhị Phu nhân Hoa Kỳ từ năm 1961 đến năm 1963.